# Shawn Fanning
Shawn Fanning (ur. 22 listopada 1980 w Brockton) – amerykański programista, znany głównie z utworzenia sieci P2P - Napster w maju 1999 roku. Aplikacja umożliwiała każdemu użytkownikowi udostępnianie wybranych zasobów swojego komputera innym użytkownikom. Sprowadziło to na autora programu wiele problemów związanych prawami autorskimi, w konsekwencji czego wytoczono przeciw niemu i jego dziełu wiele spraw sądowych. Między innymi przez Larsa Ulricha, perkusistę zespołu Metallica.